# Künzing
Künzing is een gemeente in de Duitse deelstaat Beieren, en maakt deel uit van het Landkreis Deggendorf.
Künzing telt 3.177 inwoners.
Künzing wordt al zeer lang bewoond. Op deze plaats stond al zo'n 5000 jaar v.Chr. een nederzetting. Tussen de 1e en 5e eeuw n.Chr. stond hier de Romeinse castrum Quintanis. Bij opgravingen zij onder meer de restanten van een klein amfitheater aangetroffen.
Aholming ·
Auerbach ·
Außernzell ·
Bernried ·
Buchhofen ·
Deggendorf ·
Grafling ·
Grattersdorf ·
Hengersberg ·
Hunding ·
Iggensbach ·
Künzing ·
Lalling ·
Metten ·
Moos ·
Niederalteich ·
Oberpöring ·
Offenberg ·
Osterhofen ·
Otzing ·
Plattling ·
Schaufling ·
Schöllnach ·
Stephansposching ·
Wallerfing ·
Winzer